# Павол Ранков
Павол Ранков (на словашки: Pavol Rankov) е словашки журналист, университетски преподавател и писател, автор на произведения в жанра драма.

## Биография и творчество
Ранков е роден в Попрад, Словакия на 16 септември 1964 г. Завършва средното си образование в Братислава и „Библиотекознание“ (1987) във Философския факултет на университет „Ян Коменски“ в Братислава.
След дипломирането си работи в периода 1987 – 1990 г. като методист в Словашката национална библиотека в Мартин, а в периода 1991 – 1992 г. е методист в Словашката педагогическа библиотека в Братислава. От 1993 г. работи в катедрата по библиотекознание и научна информация в университета „Ян Коменски“ в Братислава, където е преподавател в специалността „Книгознание и информатика“. Участва и в проекти със Словашкото радио.
Прави своя литературен дебют през 1995 г. със сборника разкази „От далечината на времето“. Според критиката в него писателят следва традициите на световния и словашкия магически реализъм, като литература извън времето и пространството, истории, развиващи се често в екзотична среда, мистифицирани, ирационални и с неочаквана развръзка. Следват още 2 негови сборника – „Ние и те и Те и ние“ (2001) и „Интимна близост“ (2004).
Първият му роман „Случи се на първи септември (или в друг ден)“ е издаден през 2008 г. В него е представена историята на трима другари и момичето, в което са влюбени. Всеки епизод е датиран в определена година, весели и тъжни късчета, на нетрадиционната любовна история, в която се изобразява исторически период от средата на чудесно-мизерния ХХ век от 1938 до 1968 година. Книгата получава наградата за литература на Европейския съюз за 2009 г.
През 2011 г. излиза романът му „Майки“, който е отличен с наградата за оригинална литературна творба на Словашкия литературен фонд.
Носител е на словашката литературна награда „Иван Краско“ (1995), на литературната награда „Жан Моле“ на италианското министерство на културата (1997), наградата за разказ на вестник „СМЕ“ (2001). Негови творби са преведени на шведски, английски, унгарски, арабски, чешки, полски, хърватски, словенски, немски и на български.
Павол Ранков живее със семейството си в Братислава.

## Произведения

### Самостоятелни романи
- Stalo sa prvého septembra (alebo inokedy) (2008) – награда за литература на Европейския съюз, награда „Ангелус“
Случи се на първи септември (или в друг ден) : исторически роман от 1938 до 1968 година, изд. „Ерго“ (2013), прев. Николай Фенерски
- Matky (2011)
Майки, изд. „Безсмъртни мисли“ (2014), прев. Асен Милчев
- Svätý mäsiar zo Šamorína (2016)
- Miesta, čo nie sú na mape (2017)
- Legenda o jazyku (2018)

### Сборници
- S odstupom času (1995)
От далечината на времето, изд.: ИК „Пан“, София (2003), прев. Николай Фенерски
- My a oni / Oni a my (2001)
- V tesnej blízkosti (2004)
- Na druhej strane (2013)

### Документалистика
- Masová komunikácia, masmédiá a informačná spoločnosť (2002)
- Informačná spoločnosť – perspektívy, paradoxy, problémy (2006)